# فأر جيبي مصفر
فأر جيبي مصفر (الاسم العلمي: Perognathus flavescens) هو نوع من الحيوانات يتبع جنس فأر جيبي حريري من فصيلة الغوفرية.